# Socle interministériel des logiciels libres
Le socle interministériel des logiciels libres (SILL) est un ensemble de logiciels libres préconisés par l'État français. Il est établi en 2012, dans le cadre de la modernisation globale des systèmes d'informations (SI) de l'administration publique. À l'époque de sa création, le SILL est sous la responsabilité des services du Premier ministre selon trois grands principes :
- « l'approche de l'État privilégie l'efficacité globale, en dehors de tout dogmatisme, pour lui permettre de choisir entre les différentes solutions, libres, éditeurs ou mixtes. » ;
- pour chaque fonctionnalité, un logiciel est préconisé en précisant la version ;
- la préconisation est évolutive dans le temps et elle fait l'objet d'une validation annuelle[1].

## Présentation
Le SILL s'appuie sur l'article 16 de la Loi no 2016-1321 du 7 octobre 2016 « pour une République numérique » : 
« Les administrations mentionnées au premier alinéa de l'article L. 300-2 du code des relations entre le public et l'administration veillent à préserver la maîtrise, la pérennité et l'indépendance de leurs systèmes d'information. 
Elles encouragent l'utilisation des logiciels libres et des formats ouverts lors du développement, de l'achat ou de l'utilisation, de tout ou partie, de ces systèmes d'information. 

Elles encouragent la migration de l'ensemble des composants de ces systèmes d'information vers le protocole IPV6, sous réserve de leur compatibilité, à compter du 1er janvier 2018. »
Cet annuaire fut publié jusqu'en 2021 par la direction interministérielle du numérique puis depuis 2021 par la mission logiciels libres, elle-même dépendant d'Etalab jusqu'en 2023 puis d'un autre département depuis.  Il vise à recommander des logiciels libres dans l'administration et à en faciliter l'usage,. Il a également pour objectif une indépendance économique et stratégique,. Pour chaque fonctionnalité, il présente le logiciel libre préconisé en précisant la version et à quelle alternative non libre il peut se substituer.

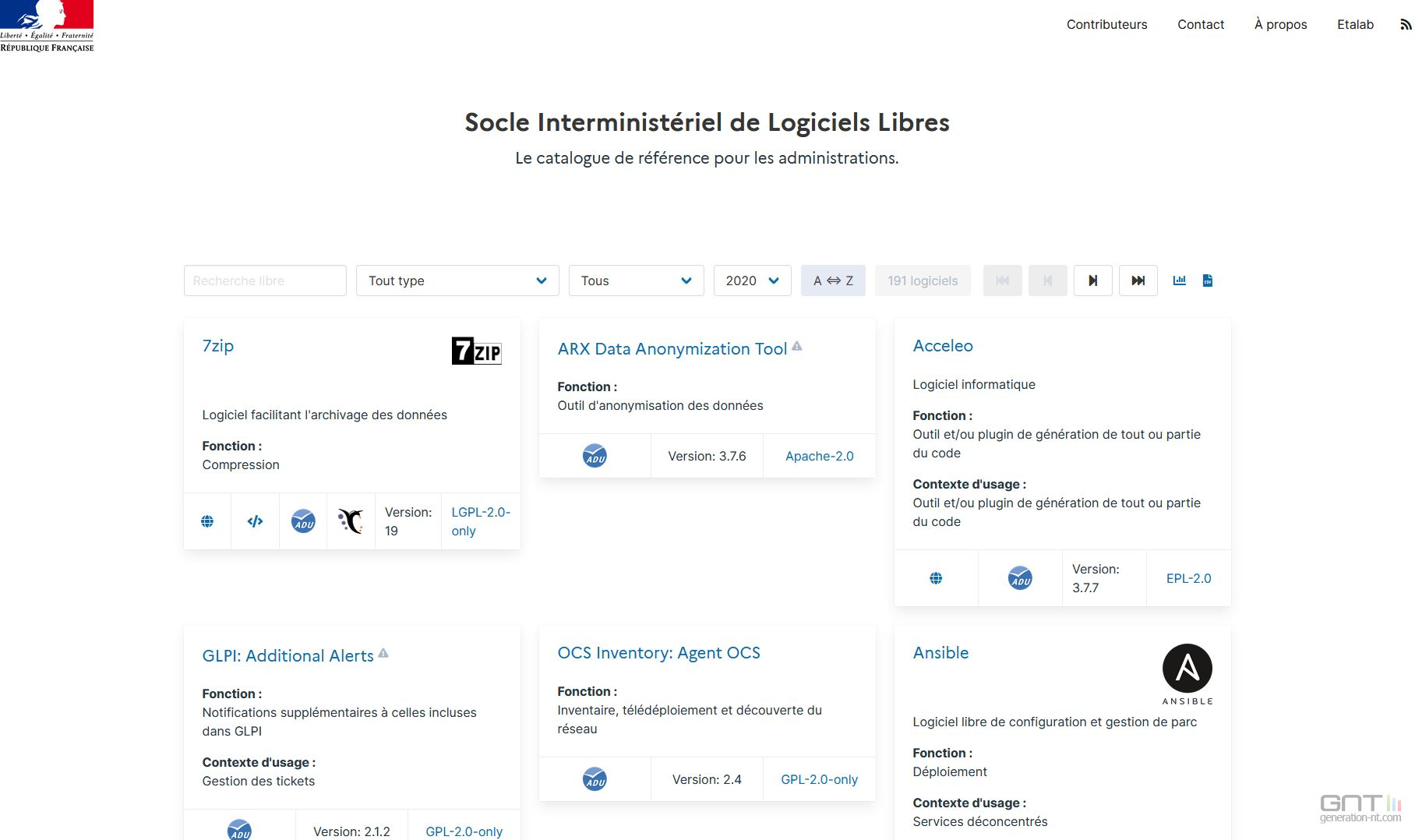
Capture du site du SILL en 2021

Fin 2024, il atteint les 500 logiciels libres référencés.

## Mise en œuvre
Le SILL est initialement mis en œuvre par Jean-Marc Ayrault, Premier ministre, en septembre 2012.
Le groupe de travail interministériel MIMO crée la première édition du SILL en 2013. Cette version concerne uniquement les logiciels du poste de travail et répertorie 32 logiciels et plugins.
Une deuxième version, le SILL 2014, est présentée en février 2014. Grâce à la participation d'autres groupes de travail, elle élargit le périmètre du SILL en ajoutant les domaines de la gestion de parc, l’exploitation de serveurs, les bases de données et les environnements de développement.
Depuis décembre 2018, Bastien Guerry est le référent logiciels libres à la DINUM où il rejoint les groupes de mutualisation interministérielle.

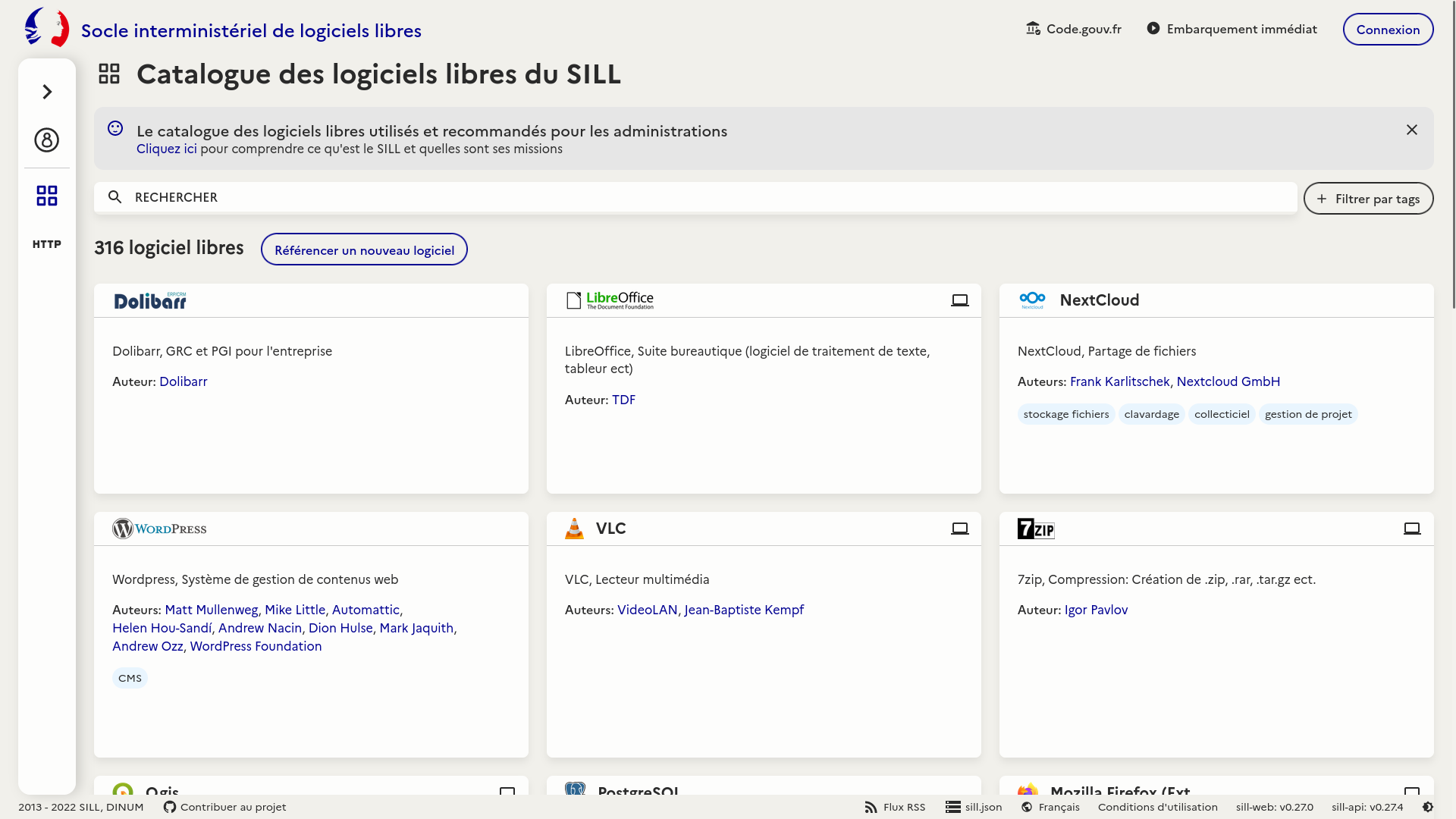
Capture du site du socle interministériel de logiciels libres en octobre 2022

Jusqu’en 2019, le SILL est mis à jour une fois par an et publié sous forme d'un document PDF. En accord avec les contributeurs historiques, il se décline ensuite sous la forme d'un site internet actualisé en continu par les groupes de travail,.
L'originalité du catalogue est sa co-construction entre la DINUM, les administrations françaises et la collaboration avec des agents publics informaticiens.

## Périmètre
Le SILL englobe un large périmètre d'utilisation des outils numériques : gestion des mots de passe, suite bureautique, système d'information géographique, publication assistée par ordinateur, courrielleur, bloqueur des publicités et des pisteurs, capture d'écran, dépôt d'artéfacts, serveur, etc.

## Application
Le SILL s'inscrit dans la transformation de l'administration numérique publique. Simple préconisation, la liste est plus ou moins mobilisée dans les ministères et services de l'État. Cette liste ne comprend pas non plus d'évaluation ni d'indicateurs de popularité, le nombre d'utilisations mises de côté. Par exemple, des logiciels propriétaires de Microsoft sont utilisés par l'Éducation nationale ou la Défense, malgré quelques polémiques,,,.

## Principaux outils numériques préconisés par le SILL 2021
Le SILL est accessible en ligne et mis à jour en continu.
| Fonctionnalité                            | Logiciel                            |
| ----------------------------------------- | ----------------------------------- |
| Navigateur web                            | Mozilla Firefox Chromium            |
| Suite bureautique                         | LibreOffice                         |
| Suite bureautique collaborative           | Only Office                         |
| Lecteur multimédia                        | VLC                                 |
| Gestion des mots de passe                 | KeePass                             |
| Compression                               | 7-zip                               |
| SSO                                       | LemonLDAP::NG                       |
| Éditeur de texte                          | Notepad++                           |
| Lecteur de fichiers PDF                   | Sumatra PDF Okular                  |
| Modification de fichiers PDF              | PDFsam Basic                        |
| Publication assistée par ordinateur (PAO) | Scribus                             |
| Dessin (matriciel)                        | Gimp                                |
| Dessin (vectoriel)                        | Inkscape                            |
| Courrielleur                              | Thunderbird                         |
| Messagerie instantanée                    | Jitsi RocketChat                    |
| Microblog                                 | Mastodon                            |
| Client FTP                                | FileZilla                           |
| Moteur de recherche                       | Qwant                               |
| Grapheur d'idées                          | Freeplane                           |
| Gestion de projet                         | Redmine ProjectLibre ProjeQtOr (en) |
| Wiki                                      | MediaWiki                           |
| Système d'information géographique (SIG)  | QGIS                                |
| Graphisme 3D                              | Blender                             |
| Capture d'écran                           | Greenshot                           |
| Enregistrement vidéo / Streaming          | Open Broadcaster Software           |
| Montage vidéo                             | Kdenlive Shotcut                    |
| Visioconférence et formation à distance   | BigBlueButton Jitsi                 |
| Datavisualisation                         | Apache Superset                     |
| Visualisation d'arborescence              | Archifiltre                         |
| Éditeur HTML                              | BlueGriffon                         |
| Antivirus (orienté serveur)               | ClamAV                              |
| Créateur menus pour DVD                   | DVD Styler                          |
| Forum                                     | Discourse                           |
| Schémas                                   | Draw.io Desktop                     |
| Sondage pour dates                        | Framadate                           |
| Synchronisation et sauvegarde de fichiers | FreeFileSync                        |
| Édition d'OpenStreetMap                   | JOSM                                |
| Scan de documents                         | NAPS2                               |
| Correcteur d'orthographe                  | Grammalecte                         |

Le système d'exploitation PrimTux est recommandé pour les écoles primaires.